# Fabian Rießle

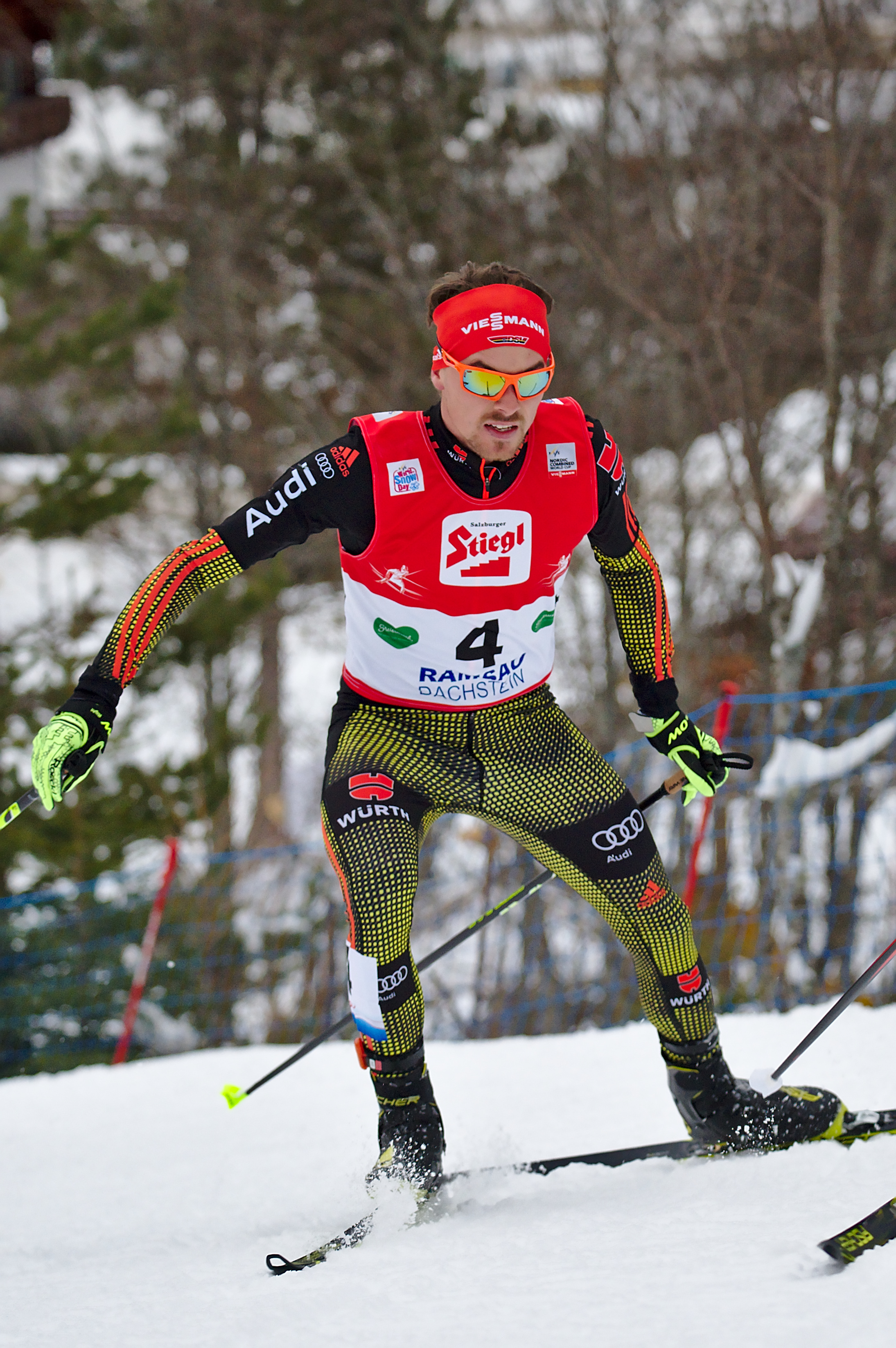
Fabian Rießle in Ramsau 2016

Fabian Rießle (* 18. Dezember 1990 in Freiburg im Breisgau) ist ein ehemaliger deutscher Nordischer Kombinierer. Seine bisher größten Erfolge sind der Gewinn der Goldmedaille mit der Mannschaft bei den Olympischen Winterspielen 2018 in Pyeongchang und der Weltmeistertitel im Mannschaftswettbewerb der Nordischen Skiweltmeisterschaften 2015 und 2017 sowie im Teamsprint 2019. Im Weltcup der Nordischen Kombination belegte er 2015/16 und 2017/18 den dritten Platz.

## Werdegang
Schon als Grund- und Hauptschüler in St. Märgen nahm Rießle sehr erfolgreich an den Schulwettkämpfen Jugend trainiert für Olympia teil. Er wurde 2004 Deutscher Vizeschülermeister. 2005 gab er sein internationales Debüt bei FIS-Rennen und im Alpencup. Ab 2008 startete er im B-Weltcup. Am 4. Januar 2009 gab er sein Debüt im Weltcup der Nordischen Kombination. Bei den Juniorenweltmeisterschaften 2009 in Štrbské Pleso gewann er im Einzel über 5 km und mit dem Team die Bronzemedaille. Ein Jahr später gewann er mit dem Team bei den Juniorenweltmeisterschaften in Hinterzarten die Goldmedaille. Nachdem ihm in der Saison 2009/10 erstmals der Gewinn von Weltcup-Punkten gelungen war, beendete er die Saison auf dem 60. Platz der Gesamtwertung.
Seinen ersten Podestplatz im Weltcup belegte er am 13. Januar 2012 mit dem 3. Platz in Chaux-Neuve, wo er einen Tag später mit nur 0,1 Sekunden Rückstand auf Alessandro Pittin erneut Dritter wurde. Bereits am 7. Januar hatte er mit der deutschen Staffel in Oberstdorf mit nur 0,1 Sekunden Rückstand auf Norwegen den 2. Platz belegt. Am 15. Dezember 2012 konnte er nach einem schwachen Saisonstart 2012/13 überraschend als Dritter das Podium in Ramsau erreichen und belegte in Lahti zusammen mit Tino Edelmann im Teamsprint am 9. März 2013 den 2. Platz.
Am 12. Januar 2014 gewann Rießle zum ersten Mal einen Weltcupwettbewerb, als er zusammen mit Tino Edelmann beim Teamsprint in Chaux-Neuve siegte. Zwei Wochen später siegte er beim Teamwettbewerb in Oberstdorf mit der deutschen Mannschaft. Bei den Olympischen Spielen in Sotschi gewann er auf der Großschanze hinter den beiden Norwegern Jørgen Graabak und Magnus Moan unerwartet die Bronzemedaille. Im Wettbewerb von der Normalschanze hatte er zuvor den achten Platz belegt. Im Teamwettbewerb gewann er am 20. Februar 2014 als Schlussläufer die Silbermedaille. Dafür wurde er wie auch die anderen drei am 8. Mai 2014 von Bundespräsident Joachim Gauck mit dem Silbernen Lorbeerblatt ausgezeichnet.
Zu Beginn der Weltcupsaison 2014/15 erreichte Rießle am 6. und 7. Dezember 2014 mit zwei zweiten Rängen in Lillehammer seine bis dahin besten Einzelresultate, womit er auch die Führung im Gesamt-Weltcup übernahm, die er bis zum 17. Januar behielt. Bei den Weltmeisterschaften 2015 in Falun gewann er im Teamwettbewerb zusammen mit Tino Edelmann, Eric Frenzel und Johannes Rydzek den Titel und holte damit die erste deutsche Goldmedaille nach 28 Jahren.
Am 5. Dezember 2015 gewann Rießle in Lillehammer seinen ersten Weltcup-Wettbewerb. Nach zwei weiteren Siegen belegte er im Endklassement des Weltcups den dritten Platz. Im Weltcup 2016/17 gewann er zwei Einzelwettbewerbe in Lahti und Chaux-Neuve sowie mit dem Team in Lillehammer. In der Gesamtwertung belegte er Platz vier.
Bei den Olympischen Winterspielen 2018 gewann er Silber beim Dreifacherfolg der deutschen Kombinierer von der Großschanze und Gold im Teamwettbewerb.
Bei den deutschen Meisterschaften 2018 in Hinterzarten gewann Rießle im Oktober sowohl im Einzel als auch im Teamsprint mit Manuel Faißt den Meistertitel. Am 15. Dezember 2018 nahmen er sowie Johannes Rydzek bei einem Sprintrennen des Skilanglauf-Weltcups in Davos teil, bei dem er den 78. Rang unter 95 Startern belegte. Im Weltcup der Nordischen Kombination kam Rießle vor den Weltmeisterschaften in Einzelrennen siebenmal auf das Podium, in Ruka gewann er mit dem Team. Bei den Weltmeisterschaften 2019 in Seefeld legte er mit einem guten Sprung auf 128 Meter die Grundlage zur Goldmedaille im Teamsprint mit Eric Frenzel.
Nachdem er im September 2019 seinen dritten Grand-Prix-Sieg einfuhr und als Fünfter bester Deutscher in der Gesamtwertung wurde, verteidigte Rießle bei den deutschen Meisterschaften 2019 in Johanngeorgenstadt und Klingenthal sowohl im Einzel als auch im Teamsprint seine Meistertitel.
Mit dem Heim-Weltcup in Schonach beendete Rießle am 28. Januar 2024 seine Karriere.

## Erfolge

### Weltcupsiege im Einzel
| Nr. | Datum             | Ort         | Disziplin |
| --- | ----------------- | ----------- | --------- |
| 1.  | 5. Dezember 2015  | Lillehammer | Gundersen |
| 2.  | 24. Januar 2016   | Chaux-Neuve | Gundersen |
| 3.  | 21. Februar 2016  | Lahti       | Gundersen |
| 4.  | 9. Januar 2017    | Lahti       | Gundersen |
| 5.  | 22. Januar 2017   | Chaux-Neuve | Gundersen |
| 6.  | 17. Dezember 2017 | Ramsau      | Gundersen |
| 7.  | 14. März 2018     | Trondheim   | Gundersen |
| 8.  | 17. März 2018     | Klingenthal | Gundersen |
| 9.  | 18. März 2018     | Klingenthal | Gundersen |

### Weltcupsiege im Team
| Nr. | Datum             | Ort           | Disziplin    |
| --- | ----------------- | ------------- | ------------ |
| 1.  | 22. Januar 2014   | Chaux-Neuve   | Teamsprint 1 |
| 2.  | 25. Januar 2014   | Oberstdorf    | Staffel 2    |
| 3.  | 7. März 2015      | Lahti         | Teamsprint 3 |
| 4.  | 20. Februar 2016  | Lahti         | Teamsprint 3 |
| 5.  | 2. Dezember 2016  | Lillehammer   | Staffel 4    |
| 6.  | 25. November 2018 | Kuusamo       | Staffel 5    |
| 7.  | 16. Januar 2021   | Val di Fiemme | Teamsprint 6 |

### Grand-Prix-Siege im Einzel
| Nr. | Datum             | Ort        | Disziplin |
| --- | ----------------- | ---------- | --------- |
| 1.  | 5. September 2015 | Oberstdorf | Gundersen |
| 2.  | 23. August 2017   | Tschagguns | Gundersen |
| 3.  | 4. September 2019 | Tschagguns | Gundersen |

### Continental-Cup-Siege im Einzel
| Nr. | Datum           | Ort         | Disziplin          |
| --- | --------------- | ----------- | ------------------ |
| 1.  | 16. Januar 2011 | Klingenthal | Gundersen          |
| 2.  | 22. Januar 2011 | Harrachov   | Gundersen          |
| 3.  | 19. Januar 2024 | Klingenthal | Individual Compact |

## Statistik

### Platzierungen bei Olympischen Winterspielen
| Jahr und Ort     | Wettbewerb   | Wettbewerb   | Wettbewerb |
| Jahr und Ort     | Gundersen NS | Gundersen GS | Team       |
| ---------------- | ------------ | ------------ | ---------- |
| 2014 Sotschi     | 08.          | 03.          | 02.        |
| 2018 Pyeongchang | 07.          | 02.          | 01.        |

### Platzierungen bei Weltmeisterschaften
| Jahr und Ort       | Wettbewerb   | Wettbewerb   | Wettbewerb | Wettbewerb |
| Jahr und Ort       | Gundersen NS | Gundersen GS | Team       | Teamsprint |
| ------------------ | ------------ | ------------ | ---------- | ---------- |
| 2013 Val di Fiemme | 24.          | –            | 06.        | –          |
| 2015 Falun         | 09.          | 12.          | 01.        | –          |
| 2017 Lahti         | 04.          | –            | 01.        | –          |
| 2019 Seefeld       | 17.          | 07.          | 02.        | 01.        |
| 2021 Oberstdorf    | 06.          | 05.          | 02.        | 03.        |

### Weltcup-Platzierungen
| Saison  | Platz | Punkte |
| ------- | ----- | ------ |
| 2009/10 | 60.   | 0007   |
| 2011/12 | 14.   | 0458   |
| 2012/13 | 25.   | 0173   |
| 2013/14 | 18.   | 0255   |
| 2014/15 | 04.   | 0724   |
| 2015/16 | 03.   | 1064   |
| 2016/17 | 04.   | 1069   |
| 2017/18 | 03.   | 1087   |
| 2018/19 | 08.   | 0693   |
| 2019/20 | 05.   | 0658   |
| 2020/21 | 04.   | 0687   |
| 2021/22 | 20.   | 0252   |
| 2022/23 | 23.   | 0223   |

### Grand-Prix-Platzierungen
| Saison | Platz | Punkte |
| ------ | ----- | ------ |
| 2008   | 40.   | 0004   |
| 2009   | 48.   | 0006   |
| 2010   | 37.   | 0011   |
| 2011   | 14.   | 0084   |
| 2013   | 13.   | 0077   |
| 2015   | 02.   | 0270   |
| 2016   | 04.   | 0176   |
| 2017   | 03.   | 0276   |
| 2018   | 09.   | 0166   |
| 2019   | 05.   | 0266   |
| 2021   | 11.   | 0098   |
| 2022   | 13.   | 0078   |
| 2023   | 21.   | 0087   |

### Platzierungen bei Deutschen Meisterschaften
| 2006 Oberhof            | –   | 30. | –   | –   |
| 2007 Winterberg         | 12. | 19. | –   | –   |
| 2008 Klingenthal        | –   | 13. | 25. | –   |
| 2009 Garmisch           | –   | –   | –   | 10. |
| 2010 Oberhof            | 09. | –   | –   | –   |
| 2011 Hinterzarten       | 02. | –   | –   | 02. |
| 2013 Oberstdorf         | 02. | –   | –   | 01. |
| 2014 Hinterzarten       | 02. | –   | –   | 02. |
| 2015 Oberstdorf         | 08. | –   | –   | 04. |
| 2016 Oberhof            | 14. | –   | –   | 01. |
| 2017 Klingenthal        | 08. | –   | –   | 03. |
| 2018 Hinterzarten       | 01. | –   | –   | 01. |
| 2019 Johanngeorgenstadt | 01. | –   | –   | 01. |
| 2020 Oberstdorf         | 01. | –   | –   | 01. |
| 2021 Oberhof            | 03. | –   | –   | 03. |
| 2022 Hinterzarten       | 01. | –   | –   | 02. |
| 2023 Klingenthal        | 06. | –   | –   | –   |

## Auszeichnungen
- 2015: Sportler des Jahres mit der Mannschaft